# Les Frissons de l'angoisse
Pour plus de détails, voir Fiche technique et Distribution.
Les Frissons de l'angoisse (titre original : Profondo rosso) est un giallo italien réalisé par Dario Argento, sorti en 1975.
David Hemmings y incarne un musicien qui enquête sur une série de meurtres perpétrés à Turin par un mystérieux personnage portant des gants de cuir noir. La distribution comprend également Daria Nicolodi (la femme d'Argento à l'époque), Gabriele Lavia, Macha Méril et Clara Calamai, surtout connue pour son rôle dans le film néoréaliste Les Amants diaboliques (1943). La musique du film a été composée et interprétée par le groupe Goblin, la première d'une longue collaboration avec Argento.
Le film a été un succès critique et commercial. Plusieurs critiques ont établi un parallèle entre Les Frissons de l'angoisse et Blow-Up (1966) de Michelangelo Antonioni, dont il reprend le thème et la structure. Au sein de la carrière d'Argento, le film opère la transition entre sa phase giallo, commencée en 1970 avec L'Oiseau au plumage de cristal, et la phase d'épouvante surnaturelle qu'il amorce en 1977 avec Suspiria.

## Synopsis
Pendant les fêtes de Noël, dans une maison familiale, la silhouette d'un personnage en poignarde un autre à mort. Un couteau ensanglanté tombe sur le sol aux pieds d'un enfant.
20 ans plus tard, à Turin, le professeur Giordani préside une conférence de parapsychologie à laquelle participe la médium Helga Ulmann. Helga est soudain submergée par les pensées « tordues, perverses, meurtrières » d'une personne de l'assistance. Après la conférence, Helga révèle à Giordani qu'elle a également entendu une chanson d'enfant pendant la liaison psychique et qu'elle croit pouvoir identifier la personne qu'elle a sentie. Mais dans l'ombre, quelqu'un les observe. 

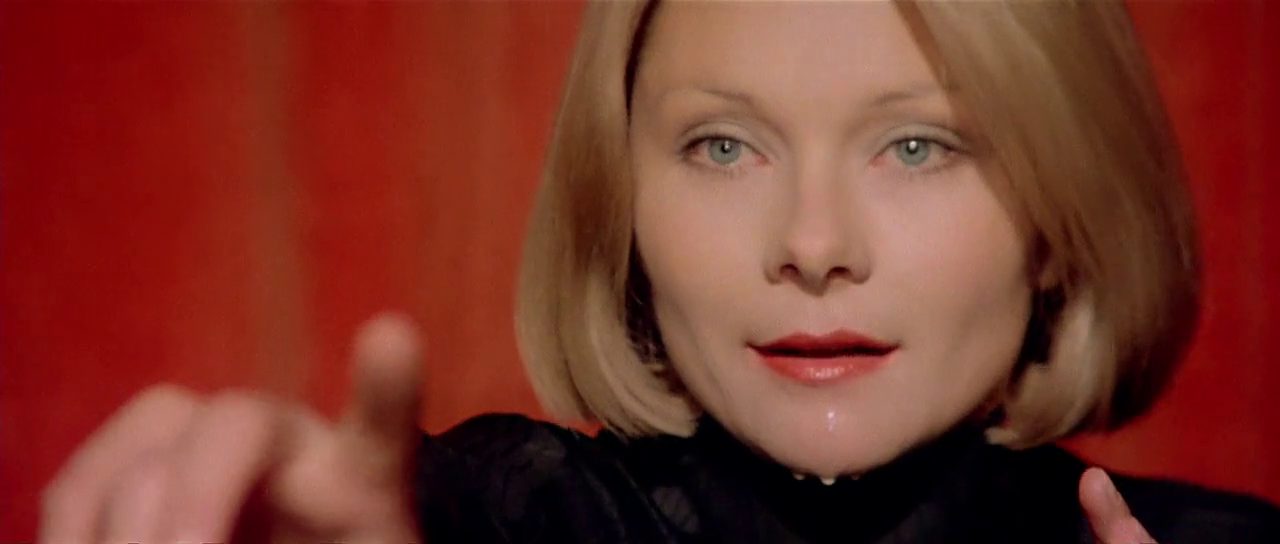
Helga Ulmann (Macha Méril) dans une scène du film.

Cette nuit-là, une silhouette gantée de noir envahit l'appartement d'Helga et l'attaque avec un hachoir à viande. Le musicien de jazz Marcus Daly voit le tueur frapper Helga avec le hachoir, brisant une vitre. Il se précipite chez elle et trouve son cadavre mutilé. Après l'arrivée de la police, Marcus pense qu'un des tableaux de l'appartement a disparu, mais il ne parvient pas à déterminer ce qui manque.
La journaliste Gianna Brezzi arrive et photographie Marcus. Dehors, Marcus rencontre son ami alcoolique Carlo, qu'il aide à rentrer chez lui. Le lendemain matin, après s'être disputé avec Gianna au sujet de la libération des femmes, il se rend chez Carlo pour voir comment il va. Au domicile de Carlo, il ne trouve que Martha, la mère excentrique de Carlo, qui semble s'intéresser à Marcus.
Les médias identifient Marcus comme le témoin oculaire et montrent la photo que Gianna a prise de lui. Cette nuit-là, quelqu'un passe l'enregistrement d'une chanson d'enfant devant sa porte ; Marcus parvient à verrouiller la porte avant que la personne ne puisse entrer, mais il entend une voix qui lui murmure : « Je te tuerai tôt ou tard ». Marcus raconte cet incident à Giordani, qu'il a rencontré à l'enterrement d'Helga. Giordani, notant qu'Helga a également entendu une chanson d'enfant, se souvient d'un livre de sorcellerie moderne décrivant une maison hantée locale où une chanson d'enfant se ferait également parfois entendre. Gianna commence à aider Marcus car elle se sent coupable d'avoir pris sa photo.
Marcus lit le livre de sorcellerie et y trouve une photo de la maison. Il déchire la photo, prévoyant d'en apprendre davantage sur l'auteure du livre, Amanda Righetti. Cependant, le tueur, qui a observé Marcus, se dirige à la maison de l'écrivain, qui deviendra sa nouvelle victime. À l'aide de la photo, Marcus trouve et examine l'immense maison abandonnée. À l'intérieur, il découvre un dessin inquiétant sur le mur : un enfant tenant un couteau ensanglanté avec un homme blessé à mort. Il part pour la nuit avant que l'image complète de la fresque ne soit révélée.
Giordani, qui a participé à l'enquête de Marcus, se rend sur les lieux du meurtre de l'écrivaine et utilise la vapeur pour trouver un indice écrit sur le miroir. Plus tard dans la nuit, le tueur le distrait avec une poupée mécanique effrayante, avant d'attaquer Giordani. Il est battu dans son appartement avant de mourir poignardé par un couteau dans le cou. Pendant ce temps, Marcus trouve une pièce murée dans la maison abandonnée, derrière le mur où se trouvait le dessin. Au milieu du sol poussiéreux se trouve un cadavre desséché. Quelqu'un assomme alors Marcus qui recule, horrifié.
Marcus se réveille devant la maison, qui est en train de brûler. Gianna apparaît, expliquant qu'elle a reçu son message concernant son enquête sur la maison et qu'elle est arrivée à temps pour le sauver. Alors que Marcus et Gianna attendent la police chez le concierge, Marcus remarque que la fille du concierge a fait un dessin identique à la fresque qu'il a trouvée dans la maison. Elle lui dit qu'elle a vu le dessin dans les archives de l'école locale.
Marcus et Gianna se rendent immédiatement à l'école. Le pianiste trouve le dessin dans le dossier d'un écolier. Lorsque Gianna part appeler la police, quelqu'un la poignarde. Marcus coince l'agresseur : il s'agit de Carlo, qui, enfant, a fait les dessins inquiétants. La police arrive, et Carlo s'enfuit dans la rue sombre où un camion à ordures le heurte et le traîne dans la rue. Lorsque le camion s'arrête, une voiture arrivant en sens inverse roule sur la tête de Carlo.

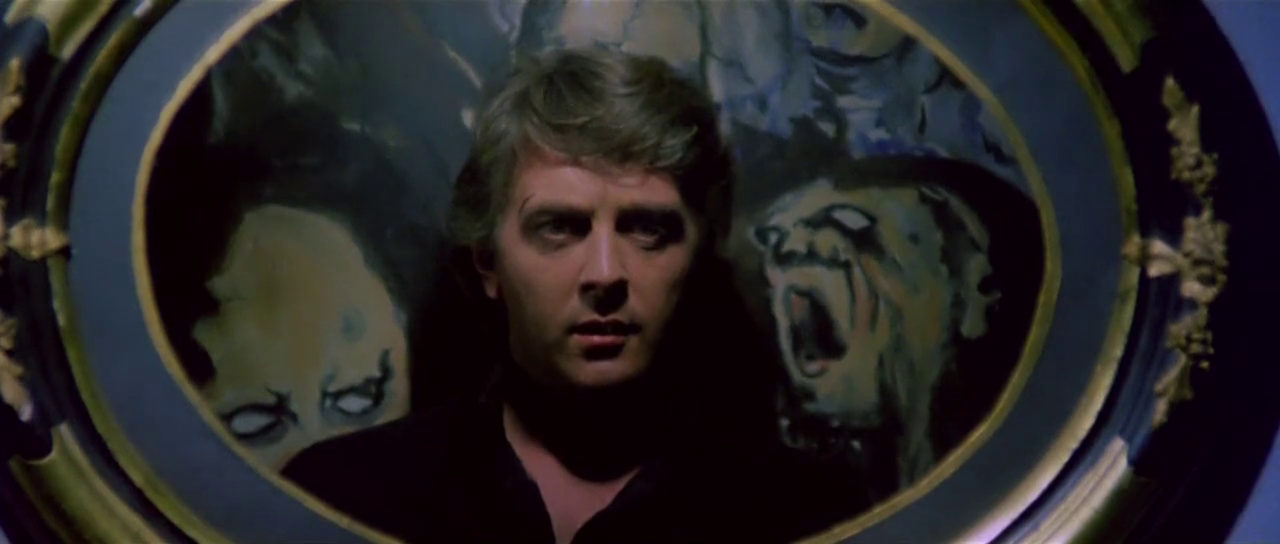
Marcus Daly (David Hemmings) regardant son reflet dans une scène du film.

À l'hôpital, Marcus apprend que Gianna a survécu. Se souvenant que la nuit de la mort d'Helga, il a rencontré Carlo complètement ivre et venant d'une direction très différente de celle du lieu du meurtre, Marcus enquête à nouveau sur la scène de crime de l'appartement. Là, il a une révélation : la nuit du meurtre d'Helga, ce n'est pas un tableau disparu qu'il a vu, mais plutôt le reflet du tueur dans un miroir lorsqu'il est entré dans l'appartement. Alors que Marcus réalise qu'il a vu Martha, la mère de Carlo, celle-ci apparaît derrière lui avec un hachoir à viande. Martha explique qu'elle a assassiné son mari devant le jeune Carlo en écoutant une chanson d'enfant (les événements décrits dans la première scène), puis qu'elle a emmuré la pièce où se trouvait le corps. Carlo, marqué psychologiquement, a tenté de refouler le souvenir de l'homicide en le dessinant de manière compulsive et en se mettant ensuite à boire de l'alcool : il a attaqué Marcus et Gianna pour protéger sa mère meurtrière de leur enquête.
Martha attaque Marcus et le blesse avec le couperet. Après que le collier de Martha s'est emmêlé dans les barres de l'ascenseur de l'immeuble, Marcus fait descendre l'ascenseur, décapitant Martha. Il regarde fixement la flaque rouge sang alors que le générique de fin défile.

## Fiche technique
- Titre français : Les Frissons de l'angoisse ou Hallucinations[1]
- Titre original italien : Profondo rosso[2]
- Réalisation : Dario Argento
- Scénario : Dario Argento et Bernardino Zapponi
- Photographie : Luigi Kuveiller
- Montage : Franco Fraticelli
- Musique : Giorgio Gaslini et Goblin
- Décors : Giuseppe Bassan
- Costumes : Elena Mannini (it)
- Effets spéciaux : Carlo Rambaldi
- Producteurs : Claudio Argento, Salvatore Argento
- Sociétés de production : Rizzoli Film, Seda Spettacoli
- Pays d'origine :  Italie
- Langue originale : Italien
- Format : Couleur — 35 mm — 2,35:1 — Son : Mono
- Genre : Film dramatique, Thriller, Giallo
- Durée : 126 minutes
- Dates de sortie : 
  - Italie : 7 mars 1975
  - France : 17 août 1977 ; 28 juin 2018 (version intégrale restaurée)
- Mention :
  - Italie : Interdit aux moins de 14 ans[3]
  - France : Interdit aux moins de 16 ans lors de sa sortie en France ; aux moins de 12 ans en 2018

## Distribution

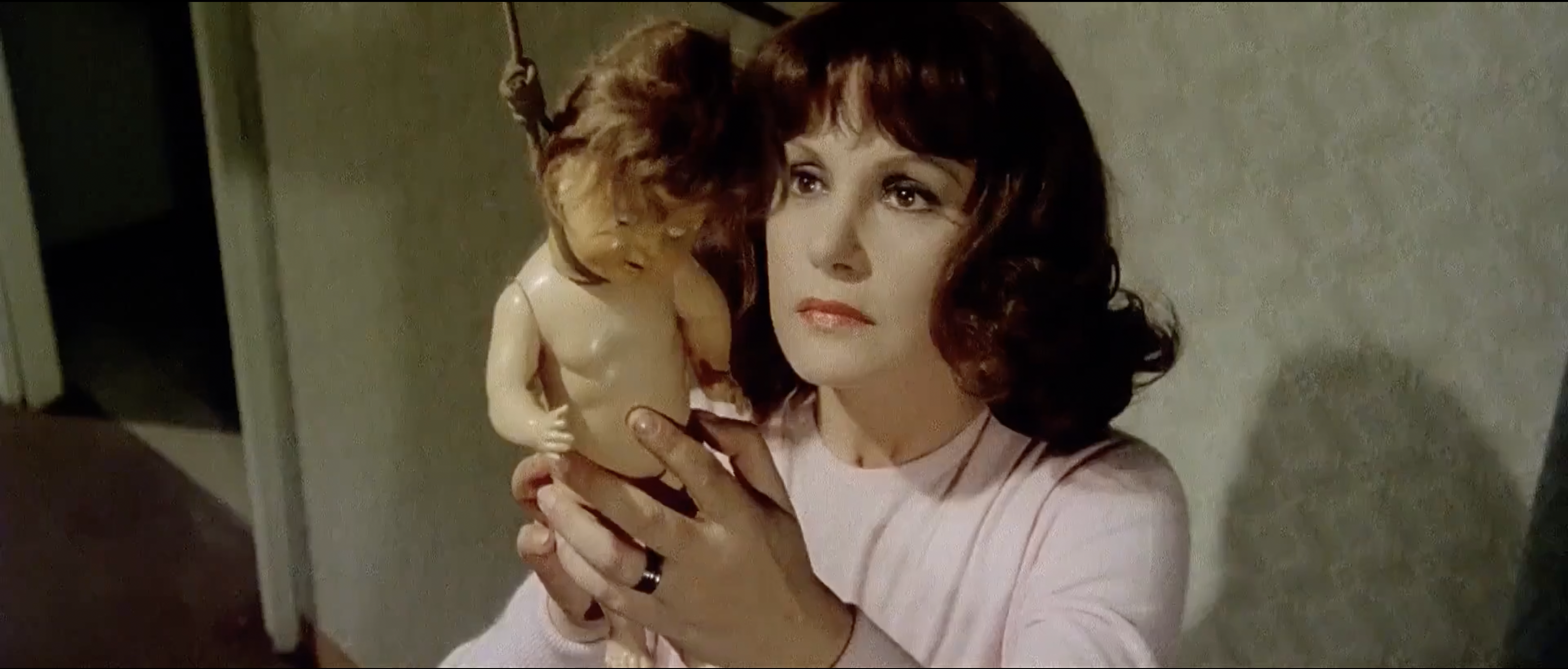
Amanda Righetti (Giuliana Calandra) dans une scène du film.

- David Hemmings (VF : Bernard Murat) : Marcus Daly
- Daria Nicolodi (VF : Béatrice Delfe) : Gianna Brezzi
- Gabriele Lavia (VF : Pierre Arditi) : Carlo
- Macha Méril (VF : elle-même) : Helga Ulmann
- Eros Pagni (VF : Daniel Gall) : Commissaire Calcabrini
- Nicoletta Elmi : Olga, la petite fille
- Giuliana Calandra : Amanda Righetti
- Piero Mazzinghi : Bardi
- Glauco Mauri (it) (VF : Pierre Hatet) : le professeur Giordani
- Clara Calamai : Martha, la mère de Carlo
- Furio Meniconi : Rodi
- Nicoletta Elmi : Olga
- Salvatore Baccaro : marchand de fruits et légumes
- Salvatore Puntillo (it) : un policier
- Liana Del Balzo : Elvira, la servante d'Amanda
- Fulvio Mingozzi : Agent Mingozzi
- Lorenzo Piani : le policier aux empreintes digitales
- Aldo Bonamano : le père de Carlo
- Vittorio Fanfoni : le policier qui prend des notes
- Dante Fioretti : le policier photographe
- Geraldine Hooper : Massimo Ricci, l'amant de Carlo
- Jacopo Mariani : Carlo enfant

## Production

### Genèse et développement
Les Frissons de l'angoisse a été créé, comme d'autres films d'Argento, au cours des dernières étapes de la production de son œuvre précédente, l'atypique Cinq Jours à Milan. L'idée de base — un médium qui lors d'une séance perçoit les pensées d'un meurtrier — remonte à une première ébauche de Quatre Mouches de velours gris. Argento a dans un premier temps travaillé seul sur le scénario mais il était insatisfait du résultat. Il a alors demandé l'aide de Bernardino Zapponi, si bien que le scénario a finalement été écrit à quatre mains. D'après Zapponi, son apport au film tient à un souci du réalisme et d'une violence graphique qui surgit dans un quotidien banal tandis qu'il attribue à Argento le côté fantastique de l'histoire (le médium, les fantômes dans la villa, le dessin du mur, le squelette dans la pièce murée, le déroulement des meurtres).
Le film a également été affecté par la situation émotionnelle particulière d'Argento, qui venait de se séparer de Marilù Tolo. Il avait cohabité avec elle pendant un an après avoir divorcé de sa première femme Marisa Casale. Argento se souvient de cette période comme d'une créativité fébrile. C'est également sur le tournage du film que sa relation avec Daria Nicolodi s'est consolidée. Nicolodi elle-même reconnaît que dans le personnage de Gianna Brezzi, la journaliste qu'elle incarne dans le film, il y a beaucoup d'elle-même et beaucoup du jeune Dario Argento lorsqu'il était journaliste. Daria Nicolodi a accouché d'Asia Argento en septembre 1975, quelques mois après la sortie du film.

### Choix du titre

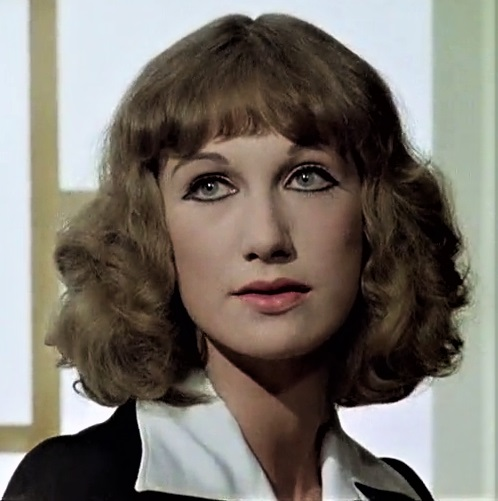
Daria Nicolodi dans une scène du film.

Le titre du film a changé plusieurs fois. Il a d'abord été annoncé que le film allait s'intituler La tigre dai denti a sciabola (litt. « Le Tigre à dents de sabre »), ce qui conservait la continuité des titres de sa trilogie animalière (L'Oiseau au plumage de cristal, Le Chat à neuf queues et Quatre Mouches de velours gris). Mais Argento affirme depuis avoir diffusé ce titre pour « se moquer de la presse ». Puis le scénario a été ensuite titré de façon provisoire Chipsiomega (l'union des trois dernières lettres de l'alphabet grec) ; Enfin, Profondo Rosso (litt. « rouge profond ») a été choisi en raison de la prédominance des couleurs écarlates dans le film, tant pour le sang que pour les choix de décors et de photographie (notamment pour la scène d'ouverture au théâtre). Pour Romain de Becdelièvre sur France Culture, alors qu'il y a peu de rouge dans le film, « le rouge est préparé, annoncé et théâtralisé dans une dramaturgie affutée et saisissante ».

### Attribution des rôles
La présence au générique dans le rôle principal de David Hemmings, également interprète du protagoniste dans Blow-Up, n'est pas un hasard,. Passionné du film d'Antonioni, Argento s'en est beaucoup inspiré dans son œuvre et particulièrement dans ce film. Tout repose sur des détails que les personnages n'analysent pas, ou du moins pas correctement : la peinture enfantine sur le mur d'une maison abandonnée que Marcus ne verra pas entièrement mais qui indique plus ou moins clairement qui est l'assassin et qui est le témoin ainsi que la photo de la même maison, qui montre une fenêtre à présent murée derrière laquelle se trouve encore la victime du meurtre dessiné. La quête du héros repose d'ailleurs sur une mauvaise interprétation : espérant pouvoir sauver la première victime, Marc aperçoit subrepticement ce qu'il croit alors être un tableau. S'en souvenant confusément, il signale alors la disparition de cette peinture, sans être vraiment sûr de lui, au policier qui l'interroge. Ce n'est qu'à la fin du film, de retour dans l'appartement de la médium, qu'il s'aperçoit de son erreur : le tableau était en réalité un miroir reflétant le visage de l'assassin. La mise en scène nous amène à soupçonner successivement plusieurs personnages. La partie centrale du film se déroule sur un rythme très lent (lenteur voulue par Dario Argento).
Dans une scène du film, lorsque Gianna entre dans la maison de Marc, elle trouve la photo d'une femme sur un meuble. Elle lui demande de qui il s'agit. Quand Marc répond de façon évasive, elle réagit en jetant la photo à la poubelle. La femme sur la photo pourrait être confondue avec Marilù Tolo, et certains journaux l'ont d'ailleurs confondue à l'époque. Mais dans son autobiographie Paura, Argento déclare qu'en faisant arrêt sur image, n'importe qui peut voir qu'il ne s'agit pas de Marilù Tolo, et affirme que la photo représente en fait la petite amie du directeur de production.
Le choix de Clara Calamai (l'une des principales divas du cinéma italien pendant les vingt ans de la période fasciste, et surtout la vedette en 1943 du premier film néoréaliste, Les Amants diaboliques de Luchino Visconti) pour incarner l'assassin n'est pas fortuit : Argento voulait en fait une actrice plus âgée, autrefois célèbre mais ensuite oubliée. Dans la scène où Marc se rend pour la première fois chez la mère de Carlo, les photos qu'elle lui montre ne sont pas des images fictives mais de vraies photos de Clara Calamai, la montrant sur les plateaux de tournage de ses films des années 1930 et 1940. Les Frissons de l'angoisse est le dernier film dans lequel apparaît l'actrice.
La silhouette et les mains du tueur sont celles de Dario Argento.

### Tournage

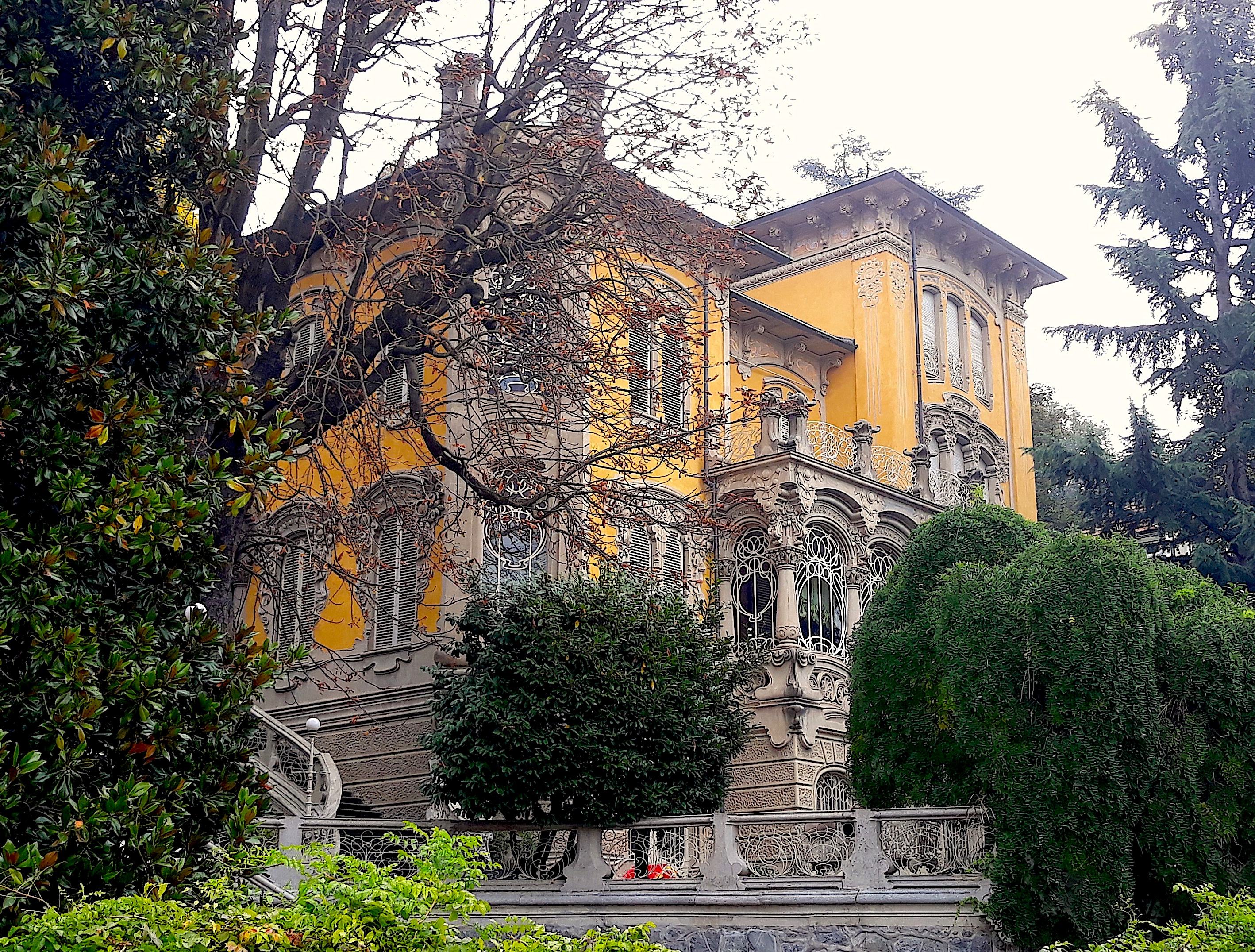
La Villa Scott à Turin.

Le tournage a eu lieu du 9 septembre 1974 au 19 décembre de la même année. Le film se déroule formellement à Rome et dans ses environs, mais les scènes extérieures ont été tournées principalement à Turin, et certaines scènes additionnelles à Rome et à Pérouse. La décision de tourner dans différentes villes est due à la volonté de Dario Argento de situer le film dans une ville imaginaire, afin de désorienter la perception géographique et spatiale du spectateur.
La scène avec les répétitions du groupe de jazz de Marc a été tournée à l'intérieur de l'église Santa Costanza à Rome ; la scène du congrès de parapsychologie a été tournée à l'intérieur du Teatro Carignano de Turin, sur la Piazza Carignano 6 ; ce théâtre sera réutilisé par le réalisateur 25 ans plus tard pour certaines scènes du Sang des innocents. Pendant des années, on a cru à tort que Mario Scaccia faisait partie des acteurs dans les stalles : en réalité, il s'agissait d'un figurant qui lui ressemblait.
La fontaine devant laquelle Carlo et Marc discutent est la Fontana del Po, sur la Piazza C.L.N. à Turin,. L'immeuble où la médium Helga est assassinée et où Marc habite également est situé sur la même place, en face du numéro 222 ; toutefois, les prises de vue intérieures ont été faites dans les studios De Paolis à Rome. La scène de l'enterrement de la médium Helga a été tournée à Pérouse, dans le carré juif du cimetière monumental. Le lycée Leonardo da Vinci, où Marc et Gianna entrent la nuit pour chercher le dessin, est en fait le lycée classique Terenzio Mamiani, situé à Rome, Viale delle Milizie 30.
La sinistre Villa où Marc trouve le cadavre et le dessin sous le plâtre est censée se trouver dans la campagne romaine, mais la scène est en réalité tournée dans le quartier de Borgo Po (it) à Turin, au Corso Giovanni Lanza 57. Elle est connue sous le nom de Villa Scott. À l'époque du tournage du film, elle appartenait à l'ordre des Sœurs de la Rédemption (qui avaient transformé le bâtiment en pensionnat pour filles, sous le nom de Villa Fatima). Pour les besoins du tournage, la production a payé des vacances à Rimini pour les religieuses et toutes les filles alors hébergées dans l'école. 
La maison de campagne isolée d'Amanda Righetti est située à Rome, dans la via Della Giustiniana 773. L'appartement de Massimo Ricci (le jeune amant de Carlo) est aussi à Rome dans la Via Crescenzio, comme spécifiquement mentionné par Martha. Enfin, la maison de Rodi et de la petite Olga se trouve également à Rome, dans la via Della Camilluccia 364.
Les intérieurs du film ont été réalisés aux studios Incir De Paolis à Rome.

## Exploitation
Le film est sorti en Italie le 7 mars 1975. En France, il est sorti le 17 août 1977 amputé de 35 minutes. Au Japon, le film est sorti quelques années après la sortie italienne, sur la vague du grand succès de Suspiria, et a donc été intitulé Suspiria 2.

### Entrées en salles
Le film a enregistré 5 720 467 entrées en Italie, générant 3 709 723 306 de lires, ce qui le place à la 9e place du box-office Italie 1974-1975.

### Accueil critique
À sa sortie, la presse italienne n'a pas fait manifesté beaucoup d'intérêt au film, et les quelques critiques qui ont été faites étaient globalement mitigées. Dans les grands journaux, en effet, il a été rarement chroniqué par le critique titulaire. Dans La Stampa, Leo Pestelli écrit que le film « n'ajoute pas grand-chose de plus que ses prédécesseurs L'Oiseau au plumage de cristal et Quatre Mouches de velours gris ; au contraire, il laisse à voir une inspiration en panne, qui s'est transformée en routine » ; il se plaint ensuite de sa longueur, « étirée par un formalisme qui n'a pas peur d'être verbeux et perd trop souvent de vue la progression et le rythme narratif ». Il l'accuse ensuite de recourir à des « motifs grand-guignolesques », mais il loue pourtant « la finesse du travail de mise en scène, de l'harmonie d'images et de sons pour servir une intrigue qui ne fait malheureusement pas frémir ». En revanche, les jugements sur les prestations des acteurs Hemmings, Nicolodi et Calamai ont été positifs.

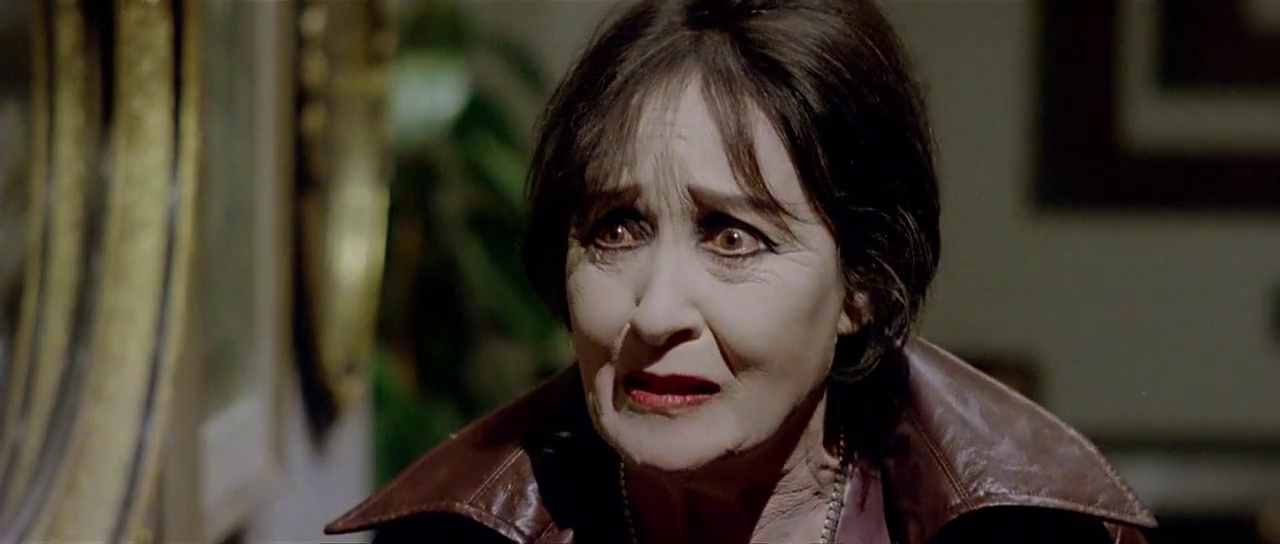
Martha (Clara Calamai) dans une scène du film.

David Grieco  dans L'Unità a rejeté le film en bloc, le jugeant « indescriptible et inénarrable » et n'inspirant que « la vacuité ». « Une grille de mots croisés à sensation sans raison ni but » qui serait « un mauvais plagiat d'Hitchcock » et conclut que le film, « malgré des préciosités gratuites » est un « film d'horreur pour rien ». Il critique également les acteurs. De même, Claudio Quarantotto dans Il Giornale d'Italia indique que le réalisateur « recherche souvent l'effet à sensation et l'affectation, alignant les couteaux et les hachoirs, les yeux bridés et les bouches pleurnichardes, les ascenseurs tueurs et les décapitations improvisées, avec un grand gaspillage de sang, de sorte qu'à la fin, on a l'impression d'avoir pris un mauvais virage et d'être tombé sur un abattoir et non sur un cinéma ».
Le succès retentissant et durable auprès du public a conduit à plusieurs révisions de la part des critiques ou des éditeurs : par exemple, Giovanni Grazini (Il Corriere della Sera) et Laterza, qui n'avaient pas inclus Les Frissons de l'angoisse dans le premier recueil de critiques des succès des années 1970 — Gli anni settanta in 100 film publié en avril 1976 et comprenant les films sortis jusqu'en décembre 1975 — l'ont inclus douze ans plus tard dans le volume Cinema '75 . Grazzini, qui est ensuite passé à Il Messaggero, a notamment écrit : « Si l'ambition extrême de Dario Argento est de rendre aux amateurs de ses spectacles la joie de tressaillir à chaque craquement, de regarder sous le lit et de doubler la dose de tranquillisant, le "terroriste" du cinéma italien peut être heureux. En fait, cela faisait longtemps qu'un film ne nous avait pas pris aux tripes de la sorte et n'avait pas peuplé notre sommeil de cauchemars aussi barbares » Toujours parmi les publications anthologiques, Morando Morandini, à l'époque critique pour le journal Il Giorno, dans son Dizionario dei film de 1999, définit Les Frissons de l'angoisse comme un « giallo de transition entre la première phase parahitchcockienne d'Argento et la phase visionnaire et occultiste de Suspiria, Inferno, etc ». Le cadre scénique et l'hyperbole des objets prend de l'importance.
En France, Aurélien Ferenczi lui donne deux étoiles sur quatre (bon film) dans Télérama et écrit « C'est peut-être le meilleur film de Dario Argento. [...] Cette histoire de meurtres en série [donne] une atmosphère étrange, fascinante, où l'effroi naît davantage de la suggestion que de l'effet sanguinolent. Tout ce qui a trait à la maison abandonnée, aux dessins naïfs exhumant le souvenir enfoui d'un crime refoulé, est particulièrement frappant, et plonge dans les mystères de l'enfance et de la folie ».

## Bande originale
La célèbre bande originale du film, composée et interprétée par le groupe de rock progressif Goblin, formé par Claudio Simonetti, Walter Martino, Maurizio Guarini, Massimo Morante et Fabio Pignatelli et complétée par une musique jazz-rock de Giorgio Gaslini, était le choix par défaut d'Argento. Le réalisateur souhaitait initialement que Pink Floyd se charge de la composition. Le groupe a poliment refusé, car il était trop occupé à composer le nouvel album Wish You Were Here. La production s'est donc tournée vers Gaslini, qui avait déjà travaillé avec Argento sur Cinq Jours à Milan.
Cependant, Argento a estimé que la musique de Gaslini ne convenait pas au film et qu'il fallait quelque chose de plus moderne. La première version de cette ritournelle obsédante a été qualifiée de « tout simplement affreuse » par Argento (la version finale est chantée par la très jeune Maria Grazia Fontana), ce qui a provoqué la colère de Gaslini, qui a ensuite abandonné le projet, le laissant inachevé. Le réalisateur souhaitait initialement que la musique du musicien de jazz soit interprétée par des groupes célèbres à l'époque, tels que Emerson, Lake and Palmer ou Deep Purple. Pour concrétiser ses aspirations, il s'est adressé à l'éditeur qui s'occupait à l'époque des bandes originales de ses films, Carlo Bixio. Ce dernier, se rendant compte des coûts prohibitifs de telles opérations, fait plutôt écouter à Argento une démo intitulée Cherry Five, d'un groupe romain encore inconnu : les Goblins. Intrigué par ce qu'il entend, Argento contacte le groupe qui accepte aussitôt. Le groupe se charge de compléter ce que Gaslini avait abandonné et parvient à composer assez vite une bande originale complète. Selon Argento, 90 % de la bande originale peut être attribuée à Goblin et seulement 10 % à Gaslini. Cependant, la bande originale est signée dans le générique d'ouverture de la façon suivante : « Musique de Giorgio Gaslini interprétée par les Goblin ».
À l'époque, pour ceux qui venaient de voir L'Exorciste, la bande-son des Frissons de l'angoisse faisait écho aux Tubular Bells de Mike Oldfield, musique rendue célèbre par le film de William Friedkin sorti en Italie le 4 octobre 1974, cinq mois avant Les Frissons de l'angoisse. Argento a déclaré qu'il avait suggéré aux Goblins de s'inspirer de Tubular Bells.
Ce thème musical a également connu un grand succès en termes de ventes, atteignant même la première position du hit-parade des albums les plus vendus en Italie à l'époque. 

### Liste des morceaux
La bande originale est sortie en 1975 sur le label Cinevox. Durée : 29:25. 
1. Profondo Rosso
2. Death Dies
3. Mad Puppet
4. Wild Session
5. Deep Shadows
6. School at Night
7. Gianna

## Récompenses et distinctions
- Prix du meilleur réalisateur, lors du Festival international du film de Catalogne en 1976.

## Postérité

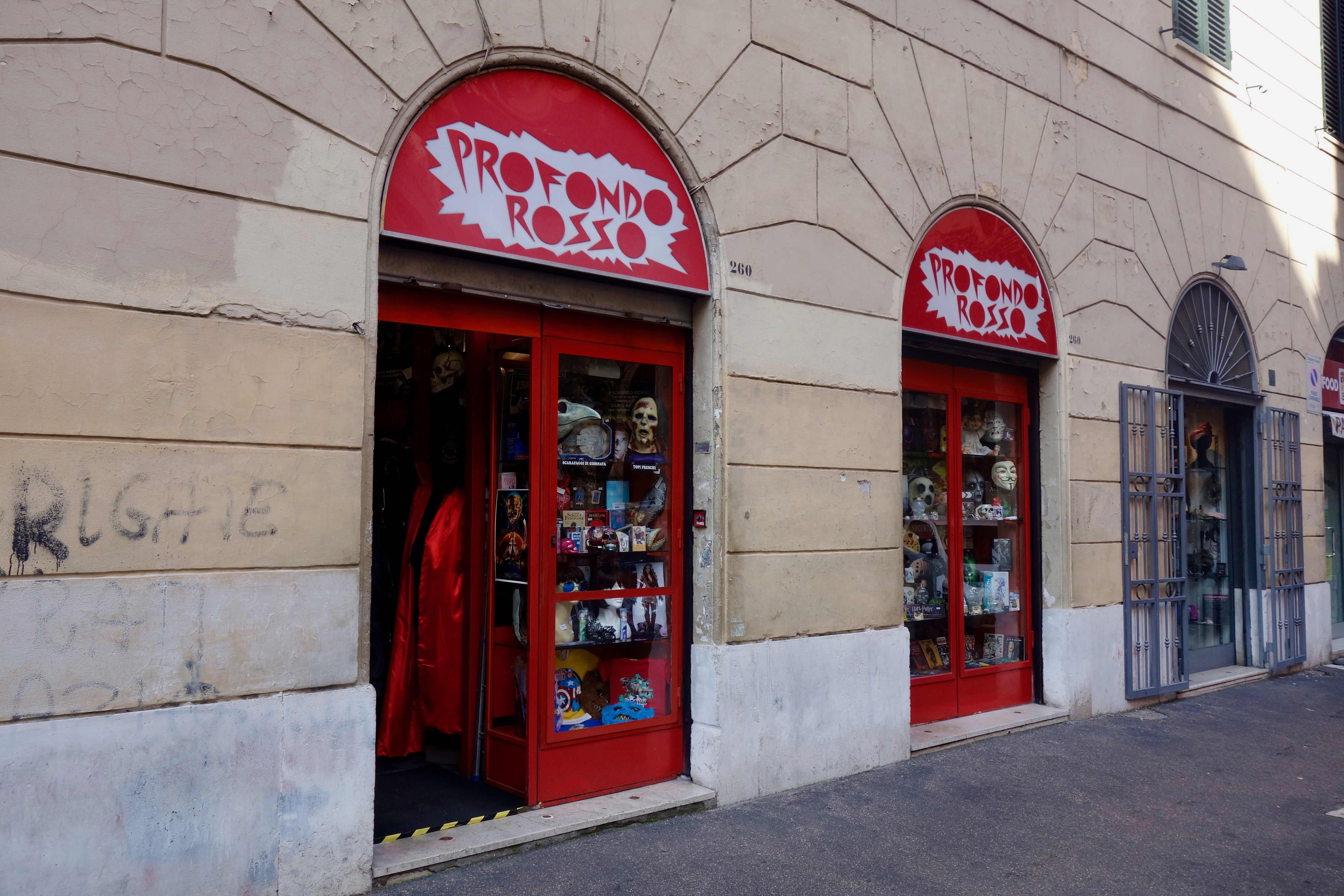
Le magasin des horreurs Profondo rosso en 2018 sur la Via dei Gracchi à Rome.

Deux séquences clés de ce film ont influencé les réalisateurs nord-américains de films d'horreur ultérieurs : Dans Scanners de David Cronenberg, le crescendo qui précède l'explosion de la tête est calquée sur la discussion parapsychologique du début des Frissons de l'angoisse, et la scène de mort dans l'eau bouillante dans Halloween 2 de Rick Rosenthal est inspirée de la mort d'Amanda Righetti, le personnage interprété par Giuliana Calandra.
Le titre original du film, Profondo Rosso, est le nom d'un magasin de souvenirs d'épouvante sur la Via dei Gracchi dans le rione du Prati au centre-ville de Rome, tenu par Argento et Luigi Cozzi.

### Remake avorté
En 2010, George A. Romero a été contacté par Claudio Argento, le frère cadet de Dario, pour réaliser un remake en 3D des Frissons de l'angoisse. D'après Claudio, Dario était au courant et motivé. Romero a montré un certain intérêt pour le film, mais après avoir contacté Dario - qui a déclaré qu'il n'était au courant de rien - Romero a décliné l'offre de Claudio.

### Adaptation théâtrale
En 2007, Argento a réalisé une comédie musicale des Frissons de l'angoisse sur une musique de Claudio Simonetti.